# Porto de Santana (Cariacica)
| Localização                  |
| ---------------------------- |
| Estado = Espírito Santo      |
| Município = Cariacica        |
| Mesorregião = Grande Vitória |
| População                    |
| 6.733 (Censo 2010)           |
|                              |

Porto de Santana é um bairro mediano localizado na região 1 do município de Cariacica, Espírito Santo, Brasil.
É um bairro que complementa profundamente a história de seu município, geralmente chama-se a região 1 de Cariacica pelo nome de Grande Porto de Santana, que envolve principalmente os bairros Aparecida, Porto Novo, Presidente Médice, Morro do Sesi.